# 勳州 (貴州)
勋州，唐朝置羁縻州。治今贵州平塘县西通州镇。天宝元年（742年）属黔中郡。乾元元年（758年）属黔州都督府。大历十二年（777年）属黔州经略招讨使。大顺元年（890年）属武泰军节度使。后晋天福八年（943年）附楚王馬希範。南宋绍定元年（1228年）属绍庆府（治今重庆彭水），隶夔州路，南宋后废。